# Шибашинское сельское поселение
Шибашинское се́льское поселе́ние — муниципальное образование в Алькеевском районе Татарстана Российской Федерации.
Административный центр — село Русские Шибаши.

## География
Расположено на юго-западе района. Граничит с Юхмачинским, Нижнекачеевским, Чувашско-Бурнаевским сельскими поселениями и Спасским районом.
Крупнейшие реки — Шиятоша и Юхмачка (притоки р. Мал. Черемшан).
По территории проходит тупиковая дорога 16К-0273 "Юхмачи – Татарские Шибаши" (от автодороги 16К-0191 "Алексеевское – Базарные Матаки – Высокий Колок"). 

## История
Статус и границы сельского поселения установлены Законом Республики Татарстан от 31 января 2005 года № 10-ЗРТ «Об установлении границ территорий и статусе муниципального образования "Алькеевский муниципальный район" и муниципальных образований в его составе».

## Население
| 2010 | 2011 | 2012 | 2013 | 2014 | 2015 | 2016 |
| ---- | ---- | ---- | ---- | ---- | ---- | ---- |
| 399  | ↘398 | ↘387 | ↘374 | ↘369 | ↘367 | ↘350 |
| 2017 | 2018 |      |      |      |      |      |
| ↘341 | ↘330 |      |      |      |      |      |

## Состав сельского поселения
| № | Населённый пункт                 | Тип населённого пункта       | Население (2010) |
| - | -------------------------------- | ---------------------------- | ---------------- |
| 1 | Большая Поляна                   | деревня                      | 0                |
| 2 | Деревня имени Мулланура Вахитова | деревня                      | 69               |
| 3 | Русские Шибаши                   | село, административный центр | 88               |
| 4 | Татарские Шибаши                 | деревня                      | 242              |